# Cada vez que respiro
«Cada vez que respiro» es una canción de la banda mexicana de rock pop, Volován. El sencillo fue lanzado en el año 2006 a través del álbum de estudio Monitor y de la discografíca Universal Music como el segundo y último sencillo del disco de la agrupación.

## Lista de canciones

### Sencillo - CD[4]
| Cada vez que respiro — Single |                        |          |  |
| N.º                           | Título                 | Duración |  |
| 1.                            | «Cada vez que respiro» | 3:57     |  |

### Créditos
- Gerardo Galván (voz y bajo)
- Eduardo Torruco (batería)
- Fernando Amaya (guitarra)

## Posicionamiento en listas
| Lista (2007)    | Puesto |
| --------------- | ------ |
| México (Los 40) | 13     |